# Триптис
Триптис (нем. Triptis) — город в Германии, в земле Тюрингия. 
Входит в состав района Зале-Орла. Подчиняется управлению Триптис.  Население составляет 3729 человек (на 31 декабря 2010 года). Занимает площадь 25,90 км². Официальный код  —  16 0 75 116.
Город подразделяется на 6 городских районов.

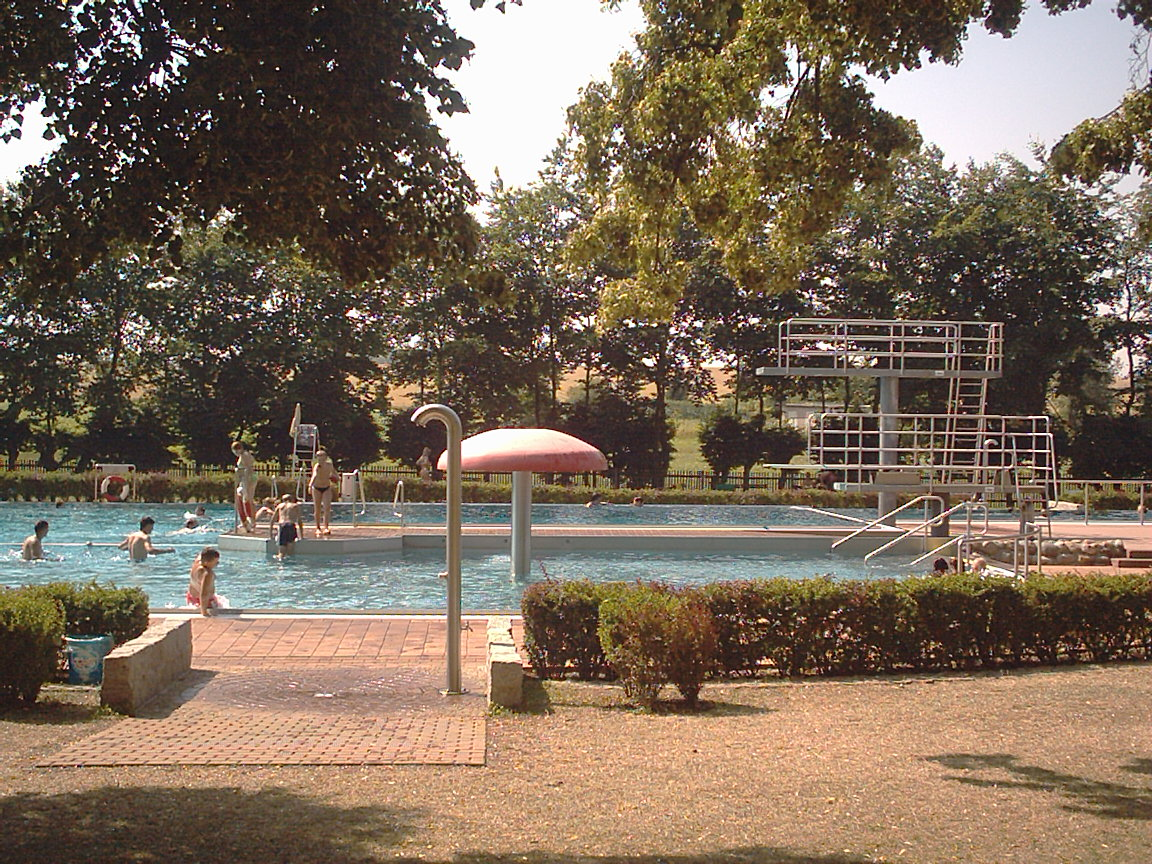
Триптис